# Anri Chaguš
Anri Enverovič Chaguš (in russo Анри Енверович Хагуш?; trasl. angl. Anri Khagush; Gagra, 23 settembre 1986) è un ex calciatore russo, di ruolo difensore.

## Palmarès

### Club

#### Competizioni nazionali
- Campionato bielorusso: 4

BATĖ Borisov: 2006, 2007, 2008, 2014
- Supercoppa di Bielorussia: 1

BATĖ Borisov: 2014